# Scott Waugh
Scott Waugh, né le 22 août 1970, est un réalisateur, producteur, monteur et ancien cascadeur américain.

## Biographie
Il est le fils de Fred Waugh (en), cascadeur qui incarnait notamment Spider-Man dans la série télévisée The Amazing Spider-Man des années 1970. Son frère ainé Ric Roman Waugh est également réalisateur.
Scott Waugh étudie à l'université de Californie à Santa Barbara, où il décroche un baccalauréat en beaux-arts. Il commence sa carrière comme cascadeur dans le film Randonnée pour un tueur de Roger Spottiswoode sorti en 1988. Il travaillera sur de nombreux films dans les années 1990.
En 2006, il fonde avec son ami Mike McCoy la société de production Bandito Brothers Production. Ils réalisent ensemble le court métrage documentaire Navy SWCC, puis le long métrage Act of Valor. Sorti en 2012, le film reçoit des critiques mitigées mais réalise une performance honorable au box-office avec plus de 80 millions de dollars récoltés pour un budget de 12 millions.
En 2012, il fait partie des 10 réalisateurs à suivre (10 Directors to Watch) au festival international du film de Palm Springs.
Il réalise après cela, cette fois en solo, le film Need for Speed (2014), inspiré de la série de jeux vidéo du même nom. Il met ensuite en scène 6 Below: Miracle on the Mountain, qui s'inspire de l'histoire vraie d'Éric LeMarque — incarné par Josh Hartnett — ancien joueur de hockey sur glace qui s'est retrouvé coincé dans la Sierra Nevada.
Il dirige ensuite Jackie Chan dans Project X-Traction (Snafu), coproduction sino-américaine qui connaitra de longs reports avant sa sortie en 2023. En août 2021, il avait annoncé comme réalisateur du 4e volet de la saga Expendables. Expendables 4 sort courant 2023 et est un échec critique et commercial.
En avril 2025 débute le tournage d'un autre film d'action Runner, dans lequel il dirige notamment Alan Ritchson et Owen Wilson.

## Filmographie
Sauf indication contraire, les informations mentionnées dans cette section peuvent être confirmées par la base de données cinématographiques IMDb,  présente dans la section « Liens externes ».

### Réalisateur
- 2007 : Navy SWCC (court métrage documentaire) (coréalisé par Mike McCoy)
- 2012 : Act of Valor (coréalisé par Mike McCoy)
- 2014 : Need for Speed
- 2017 : 6 Below: Miracle on the Mountain
- 2023 : Expendables 4 (The Expendables 4)
- 2023 : Project X-traction (Hidden Strike)
- prochainement : Runner Date sujette à modification

### Producteur, coproducteur ou producteur délégué
- 1998 : 12 Bucks de Wayne Isham (également scénariste)
- 2003 : Step into Liquid (en) (documentaire) de Dana Brown (en)
- 2005 : Dust to Glory (documentaire) de Dana Brown (en)
- 2007 : Gearhead: The Legend of Mickey Thompson (documentaire) de John Bilecky
- 2007 : Navy SWCC (court métrage documentaire) de lui-même et Mike McCoy
- 2012 : Act of Valor de lui-même et Mike McCoy
- 2012 : Waiting for Lightning (documentaire) de Jacob Rosenberg
- 2014 : Need for Speed de lui-même
- 2017 : 6 Below: Miracle on the Mountain de lui-même

### Monteur
- 2003 : Step into Liquid (en) (documentaire) de Dana Brown (en)
- 2005 : Dust to Glory (documentaire) de Dana Brown (en)
- 2007 : Navy SWCC (court métrage documentaire) de lui-même et Mike McCoy
- 2012 : Act of Valor de lui-même et Mike McCoy
- 2014 : Need for Speed de lui-même

### Réalisateur de laseconde équipe
- 1998 : 12 Bucks de Wayne Isham
- 2003 : Step into Liquid (en) (documentaire) de Dana Brown (en)
- 2005 : Dust to Glory (documentaire) de Dana Brown (en)

### Cascades et/ou coordinations des cascades
- 1988 : Randonnée pour un tueur (Shoot to Kill) de Roger Spottiswoode
- 1991 : Hook ou la Revanche du capitaine Crochet (Hook) de Steven Spielberg
- 1993 : Last Action Hero de John McTiernan
- 1995 : Waterworld de Kevin Reynolds
- 1996 : Los Angeles 2013 (Escape from L.A.) de John Carpenter
- 1998 : L'Enjeu (Desperate Measures) de Barbet Schroeder (doublure d'Andy Garcia)
- 2000 : Daybreak, le métro de la mort (Daybreak) de Jean Pellerin
- 2001 : The One de James Wong
- 2002 : Spider-Man de Sam Raimi
- 2002 : xXx de Rob Cohen
- 2003 : Braquage à l'italienne (The Italian Job) de F. Gary Gray
- 2003 : Bad Boys 2 (Bad Boys II) de Michael Bay
- 2003 : Torque, la route s'enflamme (Torque) de Joseph Kahn : le conducteur de la voiture rouge

### Acteur
- 1994 : L'Expert (The Specialist) de Luis Llosa : le punk #1 (non crédité)
- 1996 : Exit (vidéo) de Ric Roman Waugh : Eddie
- 1998 : L'Enjeu (Desperate Measures) de Barbet Schroeder : un motard
- 1998 : 12 Bucks de Wayne Isham : Johnny
- 1999 : The Learning Curve d'Eric Schwab : Jack
- 1999 : Alerte à Malibu (Baywatch) - 1 épisode : Russell Peterson
- 1999 : L'Homme bicentenaire (Bicentennial Man) de Chris Columbus : Motard punk
- 2001 : L'ultime cascade (In the Shadows) de Ric Roman Waugh : Graham
- 2002 : xXx de Rob Cohen : Stockbroker
- 2003 : Torque, la route s'enflamme (Torque) de Joseph Kahn : le conducteur de la voiture rouge
- 2005 : 24 Heures chrono (24) - 1 épisode : un terroriste (non crédité)